# Брисбен Сити
«Брисбен Сити» (англ. Brisbane City) — австралийский регбийный клуб из одноимённого города. Находится под управлением Регбийного союза Квинсленда и выступает в Национальном регбийном чемпионате. Наряду с «Квинсленд Кантри» является партнёром клуба «Квинсленд Редс», выступающего в Супер Регби. Проводит домашние матчи на стадионе «Бэллимор», вмещающем 18 тысяч зрителей.
В своём нынешнем виде клуб был основан в 2014 году, однако является наследником сборной Брисбена по регби и «Бэллимор Торнадоус», выступавшем в Австралийском регбийном чемпионате. «Брисбен Сити» выиграл первый и второй розыгрыши Национального регбийного чемпионата.

## История
Первый футбольный матч по правилам регби в Брисбене прошёл 19 августа 1878 года, тогда сборная города сыграла с «Ипсвичем». Спустя три недели команды сыграли вновь, на этот раз уже по раннему своду правил австралийского футбола. Позже соперниками брисбенской команды стали другие коллективы Квинсленда, такие как «Тувумба», «Рокхэмптон» и «Чартерс Тауэрс».

### Сборная города
На протяжении следующих ста лет сборная города набиралась из лучших игроков местных клубов и играла как против соперников из Австралии, так и против иностранцев: со сборной Британских островов в 1904 году, «Олл Блэкс» в 1951 году и сборной Фиджи в 1954 году.
Первый матч сборной Брисбена против сборной Квинсленда, в которую вызывались игроки из всего штата кроме Брисбена, состоялся 30 июня 1902 года в рамках турнира на местном карнавале; столица выиграл у штата со счётом 16:15. После появления регбилиг в 1909 году такие карнавалы стали редкостью, а после Первой мировой войны регби в штате начало приходить в упадок.
Матчи между сборными столицы и штата возобновились в 1965 году и проводились в рамках того же карнавала до 1983 года, когда был создан Чемпионат штата. В турнире соревновались сборные Северного, Южного и Центрального Квинсленда и Брисбена, при этом сборная команда из столицы на протяжении четырёх сезонов подряд выигрывала турнир, что побудило организаторов менять формат соревнования.

### Бэллимор Торнадоус
В 2006 году, после ряда консультаций с регбийными союзами штатов, Австралийский регбийный союз принял решение проведении начиная с 2007 года национального турнира по регби. Клубом, представлявшим Брисбен стал «Бэллимор Торнадоус», а штат представлял «Ист Коуст Эйсес». Спустя один сезон турнир был упразднён по финансовым причинам. По результатам единственного розыгрыша Австралийского регбийного чемпионата «Бэллимор Торнадоус» занял седьмое место из восьми и был расформирован.

### Национальный регбийный чемпионат

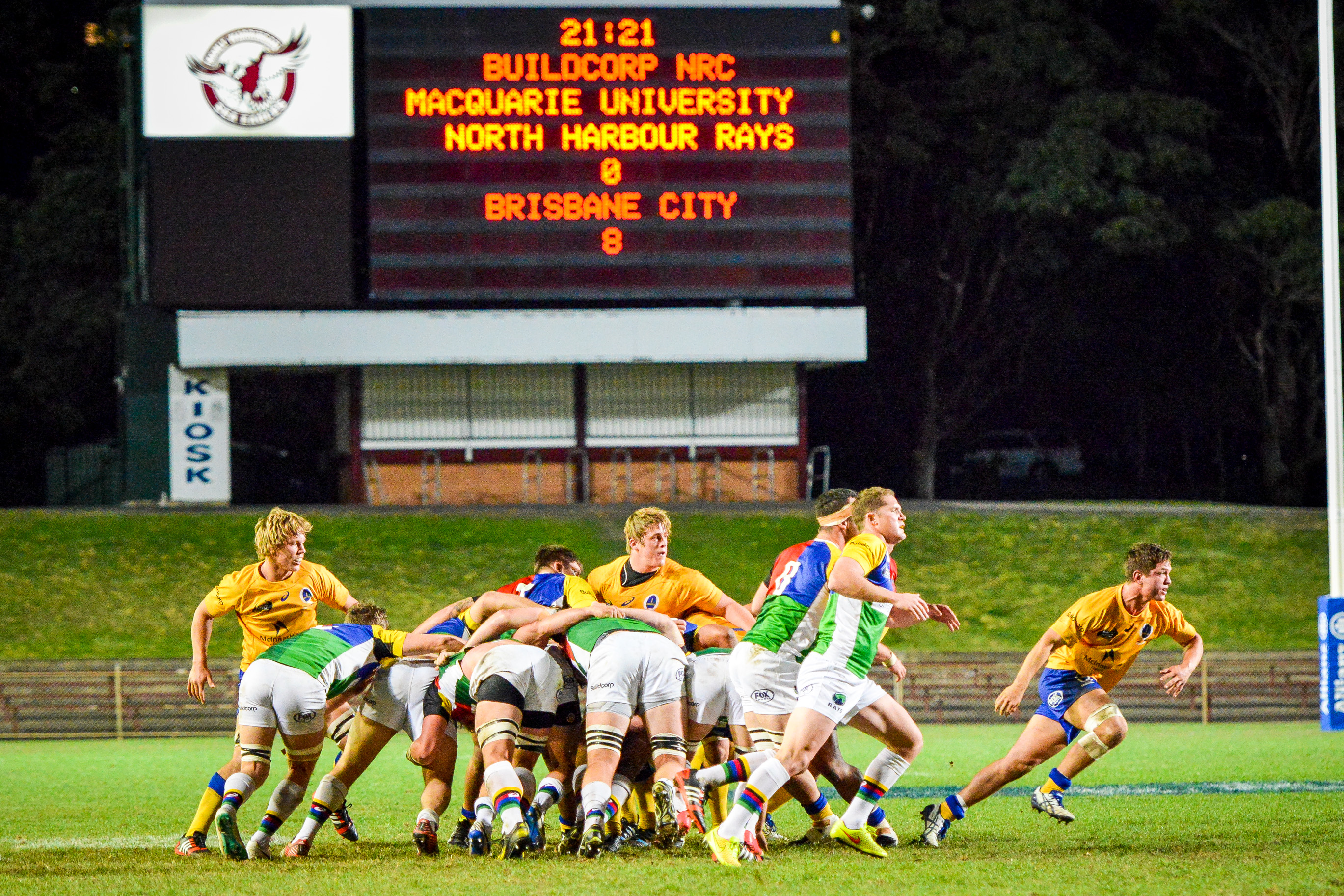
Матч между Брисбен Сити и Норт-Харбор Рэйс, 13 октября 2014 года

В 2013 году Австралийский регбийный союз объявил о создании нового национального регбийного турнира — Национального регбийного чемпионата. В марте 2014 года было объявлено о создании «Брисбен Сити», который стал одним из девяти клубов-основателей турнира.
По результатам регулярной части первого сезона «Брисбен Сити» занял третье место, что позволило клубу попасть в полуфинал турнира, где со счётом 32:26 обыграл «Кантри Иглз», проигрывая после первого тайма со счётом 16:26. В финале же со счётом 37:26 был побеждён клуб «Перт Спирит».
В сезоне 2015 года клуб доминировал над своими соперниками, заняв первой место в регулярном сезоне, при этом не потерпев ни единого поражения. Кроме того, в матче против «Мельбурн Райзинг» был выигран переходящий кубок — Трофей Хорана-Литтла. В полуфинале «Брисбен Сити» обыграл «Сидней Старз» со счётом 47:32. 31 октября 2015 года клуб завоевал второй титул подряд, выиграв в финале у «Канберра Вайкингс» со счётом 21:10.
Сезон 2016 года оказался для «Брисбена» провальным. Первая игра сезона против «Кантри Иглз» закончилась поражением 22:12, несмотря на то, что соперник получил за второй тайм три жёлтых карточки. Во третьем матче сезона брисбенцы встретились на «Бэллимор» с «Канберра Вайкингс» и потерпели сокрушительное поражение со счётом 20:52. Это означало, что клуб прервал свою домашнюю серию из пяти побед и был вынужден передать «викингам» Трофей Хорана-Литтла. В семи встречах «Сити» выиграл лишь дважды — с «Уэстерн Сидней Рэмс» и «Квинсленд Кантри» и в плей-офф не попал. По результатам сезона двое игроков были включены в команду сезона по версии Австралийского регбийного союза — лок Лукан Туи и восьмой Иси Наисарами.

## Стадион
«Брисбен Сити» проводит домашние матчи на стадионе «Бэллимор», вмещающем 18 тысяч зрителей. Он был построен в 1966 году и считается «домом» регби в Квинсленде. До своего переезда на «Санкорп Стэдиум» в 2006 году, на стадионе играл «Квинсленд Редс». Кроме того на стадионе проводились международные матчи сборных в рамках Кубка Бледислоу и полуфинал Чемпионата мира 1987.

## Результаты
| Сезон | Место | И | В | Н | П | О+  | О-  | О±   | Бонусы | Очки | Плей-офф                                      |
| ----- | ----- | - | - | - | - | --- | --- | ---- | ------ | ---- | --------------------------------------------- |
| 2014  | 3-е   | 8 | 6 | 0 | 2 | 295 | 257 | +38  | 2      | 26   | Победа в гранд-финале над «Канберра Вайкингс» |
| 2015  | 1-е   | 8 | 8 | 0 | 0 | 400 | 174 | +226 | 6      | 38   | Победа в гранд-финале над «Перт Спирит»       |
| 2016  | 7-е   | 7 | 2 | 0 | 5 | 216 | 306 | -90  | 1      | 9    | Не квалифицировались                          |

## Игроки

### Текущий состав
Состав на сезон 2016 года:

### Капитаны
- Сэм Талакаи (2016);
- Лиам Гилл (2015);
- Дэвид Макдьюлинг (2014).

### Команда года
| Сезон | Игрок         | Позиция |
| ----- | ------------- | ------- |
| 2016  | Лукан Туи     | Лок     |
| 2016  | Иси Наисарани | Номер 8 |